# Cerus
 (août 2019).
Si vous disposez d'ouvrages ou d'articles de référence ou si vous connaissez des sites web de qualité traitant du thème abordé ici, merci de compléter l'article en donnant les références utiles à sa vérifiabilité et en les liant à la section « Notes et références ».
Cerus (Compagnies européennes réunies) est la holding financière de l'homme d'affaires italien Carlo De Benedetti en France.
Cette holding se fit connaître par la prise de contrôle de Valeo et des Presses de la Cité, mais subit un grave revers en 1988 dans sa tentative d'OPA sur la Société générale de Belgique.
À partir de 1990, la société commença à susciter la suspicion de la place financière parisienne.
La première guerre du Golfe lui fut fatale. Après le 2 août 1990, la valeur de l'action, suivant celle de ses actifs déclina sérieusement, ce qui provoqua, quelques années plus tard, un coup d'accordéon sur le capital.
Cerus a vendu sa principale participation dans Valeo à la CGIP, la holding financière de la famille Wendel, dirigée par Ernest-Antoine Seillière.
À partir de ce moment, Cerus ne contrôle plus que la Société financière de Genève, la banque Duménil-Leblé (rachetée à Alain Duménil peu de temps avant le krach d'octobre 1987) et ses participations espagnoles dans les sociétés COFIR et COFINH (Copies de Cerus en Espagne et en Hongrie).
La Compagnie Industriali Riunite (CIR) décida en 1996 son retrait de CERUS par le biais d'une OPA amicale de la CGIP.
Cerus (622-028-470) a été radiée du registre du commerce et des sociétés le 10 juillet 2000.

## Présidents
- Claude Pierre-Brossolette

## Directeur général
- Alain Minc : 1986 - avril 1991